# Heleobia steindachneri
Heleobia steindachneri is een slakkensoort uit de familie van de Hydrobiidae. De wetenschappelijke naam van de soort is voor het eerst geldig gepubliceerd in 1902 door Westerlund.